# Rory Collins
Sir Rory Edwards Collins (* 3. Januar 1955 in Hongkong) ist ein britischer Epidemiologe.
Collins erwarb 1977 an der George Washington University in Washington, D.C. einen Bachelor in Statistik, 1981 an der St Thomas’ Hospital Medical School der Universität London einen Abschluss seines Medizinstudiums und 1983 an der University of Oxford einen Master in Statistik. Seit 1981 ist Collins an der Clinical Trial Service Unit & Epidemiological Studies Unit (CTSU) der Universität Oxford tätig, deren Leitung er 1985 – gemeinsam mit Richard Peto – übernahm.
1996 wurde Collins zum Professor für Innere Medizin und Epidemiologie an der University of Oxford ernannt. Seit 2005 leitet er zusätzlich eine von UK Biobank durchgeführte prospektive Studie an 500.000 Briten zwischen 40 und 69 Jahren.
Collins ist führend an der Planung und Durchführung großangelegter epidemiologischer Studien beteiligt, insbesondere zu Ursachen, Prävention und Behandlung von Herz-Kreislauf-Erkrankungen und Krebs. Außerdem war er führend bei der Weiterentwicklung des Instruments der Metaanalyse beteiligt.
Thomson Reuters zählte Collins seit 2008 zu den Favoriten auf einen Nobelpreis für Physiologie oder Medizin (Thomson Reuters Citation Laureates, heute Clarivate Citation Laureates). 2011 wurde Collins zum Knight Bachelor ernannt, 2015 wurde er in die Royal Society gewählt. Für 2021 wurde Collins der Anitschkow-Preis der European Atherosclerosis Society zugesprochen.